# Jean Trausch

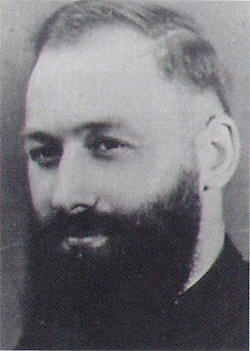

Jean Trausch  S.C.I. (Eppeldorf (Lux) 6 maart 1918 – Stanleystad 25 november 1964), sinds zijn wijding 'pater Irenée' genoemd, was een missionaris van de Priesters van het Heilig Hart. Hij werd priester gewijd op 16 juni 1944 en kwam aan in Kongo in 1947 waar hij als pastoor van Ponthierville aan de slag ging. Hij werd op 25 november in Stanleystad vermoord door de Simba's. De hulp van Belgische para's kwam te laat.
Op 14 november waren de paters Trausch en Schuster, broeder Jozef Vanderbeek samen met de zusters van de missie in Ponthierville en andere blanken gevangengenomen. Dagelijks werden ze geslagen tijdens een ceremonie voor de vlag, vooral pater Trausch, en door een tribunaal ondervraagd. Op 23 november werden de paters en de zusters per trein naar Stanleystad Linkeroever gebracht. Onderweg werden ze geslagen en gestampt. De paters en de broeder werden in een cachot opgesloten, de zusters bij de Dominicanessen ondergebracht.
Tijdens de nacht van 24 november kwamen Simba’s de gevangenen monsteren. Zij eigenden zich alle polshorloges toe. Later kwamen ze terug: ze wilden broeder Richard een non zien verkrachten. Toen hij dat weigerde werd hij zwaar mishandeld. De Simba’s probeerden broeder Damien zover te krijgen, later pater Trausch en broeder Henri maar telkens stuitten ze op een categorische weigering. Elke nieuwe weigering lokte echter ergere wreedheid uit.